# Benjamin Richard Parker
Benjamin Richard Parker (a menudo llamado Benjy por su hermana) es un personaje ficticio que aparece en los cómics estadounidenses publicados por Marvel Comics. El personaje se representa en el futuro del universo MC2. Él es el hermano menor de May Parker / Spider-Girl, y el hijo de Mary Jane Watson y Peter Parker / Spider-Man.

## Biografía
Benjamín nace después de un embarazo complicado. Debido a que el código genético de su padre se vio alterado cuando recibió sus poderes, Ben corre un alto riesgo de nacer con algún tipo de anomalía genética: deformidad, discapacidad o quizás poderes mutantes. Debido al riesgo para la salud de Mary Jane, su obstetra le aconsejó que considerara el aborto. Sin embargo, recordando que ella había enfrentado riesgos similares cuando estaba embarazada de su hija May, Mary Jane decide continuar con el embarazo.
Ben nace mientras su hermana está luchando contra Seth, y para alivio de su familia, es aparentemente un niño normal y perfectamente sano. Su primer nombre Benjamin es en honor a su tío y tío abuelo, mientras que su segundo nombre Richard es en honor a su abuelo.
Benjamin parece mostrar algunas habilidades sobrehumanas, como balancear un bloque de juguete en un dedo mientras gira su brazo a una velocidad rápida. También se lo vio colgando el bloque de su dedo en una cuerda parecida a una red. May descubre que Ben se arrastra en el techo de su casa.
Una vez fue poseído por una versión en miniatura del simbionte Carnage. Después de que su hermana lo liberó del simbionte usando el arma ultrasónica del villano Reverb, su padre nota que las orejas del bebé están sangrando y se dio cuenta de que Ben perdió la audición, probablemente porque las orejas de Ben estaban demasiado poco desarrolladas para soportar las ondas sónicas. Los médicos del hospital intentaban determinar si la pérdida auditiva de Ben es temporal o permanente. May está profundamente molesta por esto y se culpa a sí misma. Sin embargo, Ben todavía parece ser su yo habitual y feliz. Desde que descubrió a su hermanito gateando en el techo, teme que, debido a su exposición al simbionte, sus habilidades hayan empezado a saltar demasiado pronto (ya que las suyas solo ocurrieron en su adolescencia). 
Normie Osborn acordó financiar una operación para restaurar la audiencia de Benjamin. La operación fue un éxito, restaurando la mayoría, si no toda la audiencia de Ben. Cuando Benjy estaba pasando por eso, Normie examinó de cerca su cuerpo y descubrió que ya estaba desarrollando sus poderes, pero la exposición al simbionte aceleró el proceso. Peter comienza a temer que Benjy sea más poderoso que él y su hermana. Se sugiere que esto sea cierto cuando Ben gira las telarañas orgánicas para salvarse a sí mismo y a Mary Jane después de ser arrojada desde un puente por el Duende Verde, algo que ni Peter ni May pueden hacer. A pesar de ser un bebé, también era lo suficientemente fuerte como para que Mary Jane lo sostuviera sin lastimarlo.
También se sabe que Peter es el único que puede hacer que eructe "por la mañana" (como lo dice Mary Jane) alimentándolo con chile.

### Spider-Verse
En el evento cruzado de 2014/2015 Spider-Verse, la familia de Benjy fue atacada por Daemos, una relación de la ex némesis de 616 Spider-Man, Morlun. Durante el ataque, Mary Jane, el novio de Mayday, Wes y Peter aparentemente fueron asesinados y su hogar destruido. Mayday huye con Ben y es rescatado al visitar a los Spider-Men de otras dimensiones que están tratando de salvar al mayor número posible de Arañas de ataques similares de Morlon y la familia de Daemos, quienes se llaman a sí mismos, The Inheritors. Mayday y Ben son llevados a una zona segura donde las arañas planean su próximo curso de acción. La zona de seguridad finalmente se ve comprometida y Ben es capturado por los herederos. Se revela que el infante Ben es una parte vital de una profecía que ayudará a provocar la caída de los herederos e involucra "El Otro" (Kaine), "La Novia" (Seda) y "El Scion" (el mismo Ben). Sin embargo, a la inversa, si los tres tótems específicos fueron sacrificados juntos, su muerte asegurará que no solo los herederos permanezcan en el poder para siempre, sino que también evitarán que aparezcan futuras arañas y, por lo tanto, impidan la profecía. Benjy es finalmente salvado por Ben Parker, su tío abuelo y posible homónimo, y Spider-Ham en la pelea final, el tío Ben llevando a Benjy a la seguridad y Spider-Ham tomando el lugar de Benjy para sorprender a los herederos. Posteriormente, se revela que la madre de Benjamin y Wes sobrevivieron al ataque del Heredero, pero desafortunadamente su padre no.

### Red de Guerreros
Benjamin hace algunas apariciones en la serie Red de Guerreros de 2015, atendida por Mayday, Mary Jane, tío Ben y a menudo visitada por Anya Corazón.

### Spider-Geddon
Benjamin es referenciada varias veces por su hermana Mayday en el evento Spider-Geddon. Después de que la última batalla con los Herederos ha concluido, Mayday comenta que es muy probable que su hermano siga siendo el Scion of the Spider-Scroll Prophecy, su hermana alternativa Annie May Parker, Spiderling, le informa que El Otro todavía está en juego y está más cerca de lo que ella sabe. En la Tierra de Mayday y Benjamin, se revela que el Otro ha resucitado a su padre.

## Otras versiones

### Universo X
En la Tierra X, cuando Spiders Man, un villano afroamericano mutado por Niebla Terrigena, atacó a Peter de mediana edad usando sus ilusiones en la red y atrapando a Peter en un mundo de sufrimiento. Sin embargo, Peter tomó el control de la ilusión y fabricó un mundo donde tuvo su vida ideal, incluido su hijo Benjamin, que había crecido y tomó el manto de Spider-Man. Luego, Venom, la hija de Peter de la vida real, May, que se había unido al simbionte de Venom, derrotó a Spiders Man y la sacó de ese mundo fabricado y convenció a Peter de aceptar su vida real.

### Aracnamorfosis
Aparece una versión de Benjamin en What If?... Starring Spider-Man: Arachnamorphosis, en la que es hijo de Peter Parker y Gwen Stacy. En esta realidad, los poderes de Spider-Man comenzaron a mutarlo en un monstruo junto con Ben, que heredó los rasgos de los poderes de la araña.

### Peter y MJ felices para siempre
En este universo, Peter había superado todas las dificultades y él, con su esposa Mary Jane, vivió una buena vida, envejeciendo junto con sus hijos, May y Ben.

### Último Vengador
En otro universo, apareció Ben, donde Spider-Man se negó a unirse a los Vengadores.

### Spider-Dreams
Benjamin, junto con su familia, May, Mary Jane y Peter, con la ayuda de S.H.I.E.L.D. obtuvieron nuevas identidades y se mudaron después de que Peter dejó de ser Spider-Man. Él junto con su familia vivió una vida plena y murió de vejez, mientras que Peter, que ganó longevidad, sobrevivió a su propia familia.

### Spider-Girl: El Fin
En la realidad alternativa donde April había matado accidentalmente a su hermana, April comenzó a hacerse pasar por su hermana muerta, pero Benji vio a través de su disfraz y lo reveló MJ.

### Aventuras en Spidey-Baby-Sitting
En este universo alternativo, el hijo de Peter y MJ nació como un mutante humano con forma de araña , pero a pesar de esto, sus padres aún lo aman.

### Spider-Man: Last Stand
En el universo de Spider-Man: Last Stand, Peter tuvo un hijo llamado Ben.

### House of M
En la realidad de House of M, Peter se casó con Gwen y tuvo un hijo llamado Richie.

### Fantastic Four: El Fin
En la realidad de Fantastic Four: The End, el hijo de Peter llevaba el traje de su padre y bajo el alias de Spider-Kid se unió al Escuadrón de Insectos.